# Hirekalavathi, Shikarpur
Hirekalavathi là một làng thuộc tehsil Shikarpur, huyện Shimoga, bang Karnataka, Ấn Độ.